# 布朗鎮區 (密蘇里州道格拉斯縣)
布朗鎮區（英語：Brown Township）是位於美國密蘇里州道格拉斯縣的一個行政鎮區。

## 地方資料
布朗鎮區的面積為92.80平方千米，當中陸地面積為92.58平方千米，而水域面積為0.22平方千米。根據2020年美國人口普查的數據，當地共有人口185人，而人口密度為每平方千米1.99人。